# Кесслер, Хайнц
Хайнц Кесслер (нем. Heinz Keßler; 26 января 1920, Лаубан — 2 мая 2017, Берлин) — восточногерманский государственный деятель и военачальник, один из высших офицеров Национальной народной армии ГДР, в 1985—1989 годах министр национальной обороны ГДР, генерал армии (1985 год).

## Юность
Из семьи коммунистов. В возрасте шести лет был принят в Красную юную пионерию, молодёжную организацию Коммунистической партии Германии. В 1934—1940 годах учился на автослесаря. 15 ноября 1940 года был призван в вермахт. После военной подготовки был назначен в 134-ю пехотную дивизию помощником пулемётчика. Эта дивизия под командованием генерал-лейтенанта Конрада фон Кохенхаузена участвовала во вторжении в Советский Союз в июне 1941 года в составе группы армий «Центр». 15 июля 1941 года, во время боевого патрулирования в окрестностях Бобруйска на восточном берегу Березины перешёл в расположение частей РККА с целью сдачи в плен.

## В плену
В 1941—1945 годах находился в советском плену. После пребывания в лагере для военнопленных под Красногорском (где он имел контакты с членами КПГ) Кесслера и его товарища Франца Гольда, будущего генерал-лейтенанта МГБ ГДР, переводят в Спасо-Заводский лагерь для военнопленных недалеко от Караганды на территории Казахской ССР. В конце 1941 года после посещения лагеря Вальтером Ульбрихтом в числе других Кесслер добровольно поступает на пятимесячные курсы новой Антифашистской школы. Впоследствии они оба возвращаются в Красногорск для дальнейшей антифашистской деятельности. Чуть позже Кесслера вербует 7-й отдел Главного политического управления РККА для участия в пропагандистской деятельности на фронте. В декабре 1942 года Кесслер участвует в первой такого рода акции, обратившись с призывом сдаться к германским частям, оборонявшим Великие Луки. В 1943—1945 годах Кесслер является членом Национального комитета «Свободная Германия» (НКСГ). После участия в подготовке и создании НКСГ 12-13 июля 1943 года в подмосковном Красногорске Кесслер вновь продолжает свою пропагандистскую деятельность, на этот раз уже на Брянском фронте. Зимой 1943 года с фронта его переводят в Лунево, где размещается штаб-квартира НКСГ. Там он в качестве сотрудника редакции радиостанции «Свободная Германия» участвует в подготовке и проведении различных радиопередач.

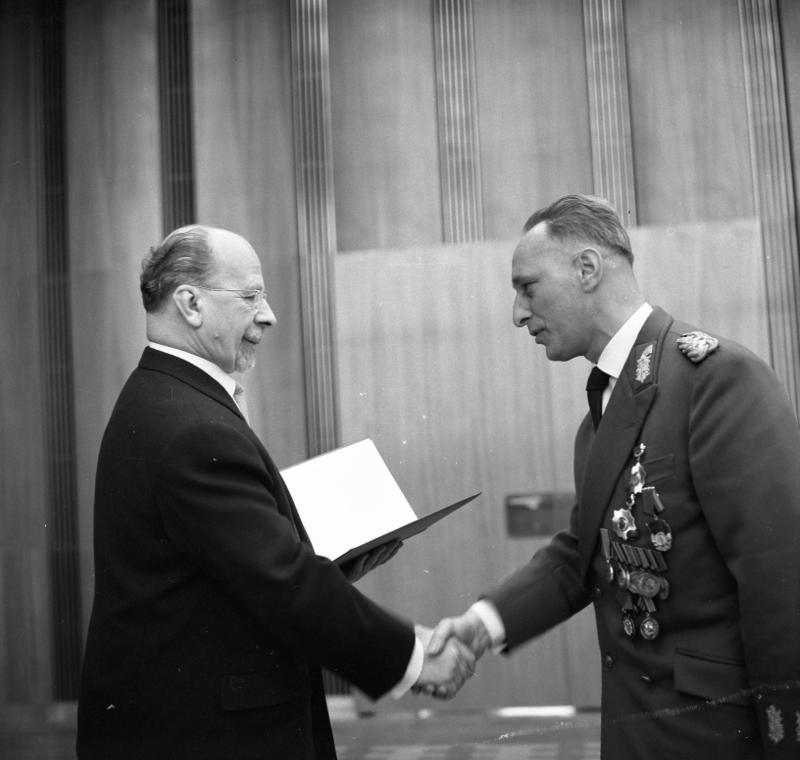
Вальтер Ульбрихт поздравляет Кесслера с присвоением звания генерал-полковника (1 марта 1966 года)

С сентября по ноябрь 1943 года он завершает своё обучение в качестве партийного функционера по делам молодёжи в Антифашистской школе № 12.

## На службе ГДР
В 1945 году вступает в Коммунистическую партию Германии. В 1945—1946 годах он является лидером Главного молодёжного комитета Большого Берлина. С образованием в 1946 году Социалистической единой партии Германии он становится её членом. В том же году он становится также и членом Центрального комитета СЕПГ. В 1946—1948 годах Кесслер — председатель организации Свободной немецкой молодёжи в Берлине. В 1947 году он женится на Рут Шмидт.
В 1948—1950 годах он секретарь Центрального совета Союза свободной немецкой молодёжи. С 1950 года до 17 марта 1990 года Кесслер является депутатом Народной палаты ГДР. 1 октября 1950 года он в ранге генерал-инспектора получил назначение на пост руководителя Главного управления воздушной полиции (нем. Hauptverwaltung Luftpolizei). 1 сентября 1952 года он становится начальником Воздушной народной полиции (нем. Volkspolizei (VP)-Luft), переименованной 23 сентября 1953 года в Управление аэроклубов (нем. Verwaltung der Aeroklubs). 31 августа 1955 года он оставляет пост начальника Управления аэроклубов.
С сентября 1955 года по август 1956 года Кесслер проходит обучение в Военной академии ВВС в Москве. После своего возвращения 1 сентября 1956 года он становится заместителем министра национальной обороны ГДР и командующим ВВС/ПВО ННА. В это время (в 1957 году) он становится также членом коллегии министерства национальной обороны. С 15 марта 1967 года Кесслер — заместитель министра национальной обороны и начальник Главного штаба. Также с 1970 года он, как начальник Главного штаба ННА, является одновременно заместителем главнокомандующего объединёнными силами стран-участниц Организации Варшавского договора. В январе 1971 года он попал в серьёзную аварию, пережил несколько операций и около восьми месяцев находился в больнице.
Несмотря на длительную реабилитацию после этого несчастного случая Кесслер так никогда полностью и не восстановил своё здоровье. В это время Кесслера замещал генерал-лейтенант Фриц Штрелец, заместитель начальника Главного штаба по оперативным вопросам и начальник оперативного управления.
В 1979 году Штрелец сменяет своего шефа на посту начальника Главного штаба ННА в то время как тот 10 января 1979 года становится заместителем министра национальной обороны и начальником Главного политического управления ННА. 3 декабря 1985 года после неожиданной смерти генерала армии Карла-Хайнца Гофмана Кесслер становится его преемником на посту министра национальной обороны ГДР и члена комитета министров обороны стран-участниц Организации Варшавского договора с присвоением звания генерала армии. В это время начинается действительный взлёт его карьеры: в 1986 году он становится членом Политбюро ЦК СЕПГ, а в 1987 году — членом Национального совета обороны ГДР. Но в это время в ГДР назревает политический кризис. Под влиянием перестройки в СССР начинаются массовые волнения и в Восточной Германии. Однако несмотря на потребность в переменах высшее руководство ГДР делает вид, что ничего не происходит. Спустя месяц после празднования сороковой годовщины образования ГДР в отставку вынуждены уйти сначала Эрих Хонеккер, а потом и Вилли Штоф.
17 ноября 1989 года Кесслер также оставляет пост министра национальной обороны. Около месяца он находится в министерстве без каких-либо обязанностей, и, наконец, 14 декабря 1989 года его увольняют в отставку.

## После воссоединения Германии
Новые власти объединённой Германии возбудили против Кесслера уголовное дело. 16 сентября 1993 года берлинский суд признал его виновным в косвенном соучастии в убийствах (ссылаясь на приказ стрелять на поражение по пытающимся бежать из ГДР людям) и приговорил к семи с половиной годам тюремного заключения. Прежний заместитель Кесслера, генерал-полковник Штрелец получил пять с половиной лет тюрьмы. В 1996 году были опубликованы мемуары Кесслера «О деле и личности. Воспоминания» (нем. Zur Sache und zur Person. Erinnerungen). 29 октября 1998 года он был освобождён досрочно по состоянию здоровья. На момент смерти Кесслер оставался самым старшим по званию и самым титулованным из ныне живущих офицеров прежней армии ГДР.

## Воинские звания
- Генерал-инспектор — 1 ноября 1950 года;
- Генерал-майор — 1 октября 1952 года;
- Генерал-лейтенант — 1 октября 1959 года;
- Генерал-полковник — 1 марта 1966 года;
- Генерал армии — 3 декабря 1985 года.

## Награды ГДР
- Герой труда ГДР — 7 октября 1984 года;
- Орден Карла Маркса — 7 октября 1979 года;
- Почётная пряжка к Ордену за Заслуги перед Отечеством в золоте — 7 октября 1974 года;
- Орден За Заслуги перед Отечеством в золоте — 8 мая 1965 года;
- Орден За Заслуги перед Отечеством в серебре — 7 октября 1954 года;
- Орден Шарнхорста (3 ордена) — 7 октября 1969 года, 26 января 1980 года и 1 марта 1986 года;
- Военный орден «За заслуги перед народом и Отечеством» в золоте — 2 ноября 1970 года;
- Орден «Знамя Труда» в золоте — 8 мая 1960 года;
- Медаль За Борьбу против Фашизма в 1933—1945 годах — 7 октября 1959 года;
- Медаль За Заслуги перед ГДР — 7 октября 1959 года;
- Медаль За Безупречную Службу в ННА в золоте — 1 марта 1957 года;
- Медаль За Заслуги перед Органами МВД в золоте — 22 июня 1970 года;
- Медаль Эрнста Тельмана — 16 июня 1982 года;
- Медаль Братство по Оружию в золоте (две награды) — 10 июля 1968 года, 8 декабря 1978 года;
- Медаль За Образцовую Пограничную Службу — 1 декабря 1976 года;
- Знак Отличия Германской Народной Полиции — 1950 год;
- Премия Фридриха Энгельса 1-й степени — 3 декабря 1970 года;
- Премия Эрнста Шнеллера — 3 августа 1979 года.

## Советские награды
- Орден Октябрьской Революции — 30 марта 1976 года;
- Орден Отечественной войны 1-й степени — 8 мая 1970 года;
- Орден Красной Звезды — 21 марта 1984 года.

Хайнц Кесслер также являлся кавалером большого количества иностранных орденов, медалей, памятных и юбилейных медалей, почётных званий, награждён различными почётными подарками.